# Rui Unas

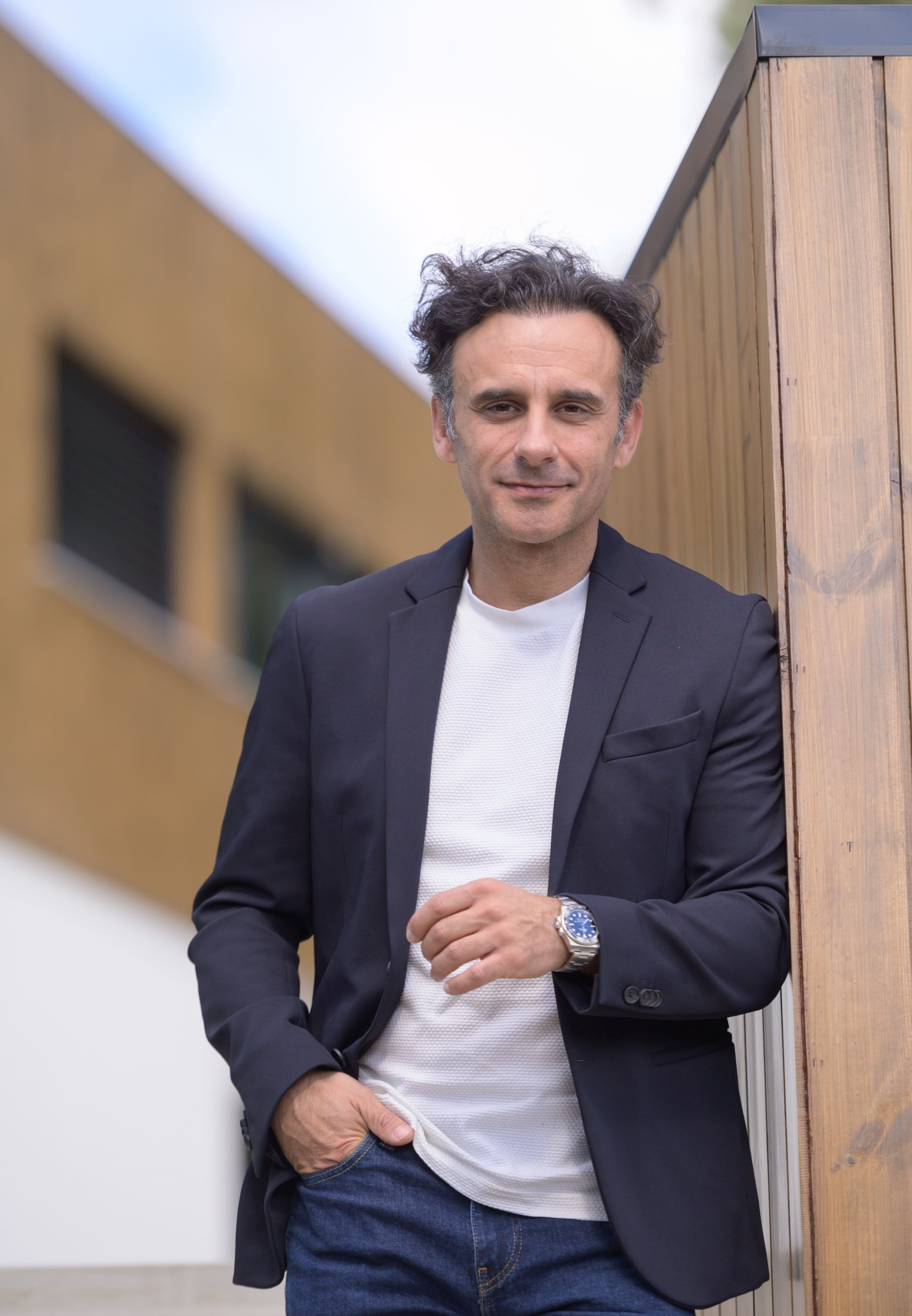
Rui Unas (2021)

Rui Miguel Guerra Unas (* 23. Februar 1974 in Almada) ist ein portugiesischer Schauspieler und ein Radio- und Fernseh-Moderator.

## Leben
Unas begann 1992 als Moderator und DJ beim Lokalsender Radio Seixal und ging im Folgejahr zum Rádio Voz de Almada. Danach kam er zum öffentlich-rechtlichen Fernsehsender RTP, wo er ab 1995 für die Kultur-Nachrichtensendung Acontece arbeitete. Erste Bekanntheit erlangte er als Moderator der Jugendsendung Alta Voltagem 1996. Später engagierte ihn Carlos Coelho da Silva für den von ihm geleiteten Privatsender SIC, wo er in deren Jugend-Kanal SIC Radical arbeitete und insbesondere als Moderator der Sendungen Curto Circuito (1999–2002) und Cabaret da Coxa (2002–2005, nochmals 2018–2019) weiter an Popularität gewann. Silva ermöglichte ihm auch erste Schauspielrollen in Fernsehserien und Sketchen.
2003 holte ihn António-Pedro Vasconcelos zum Portugiesischen Film. War er bisher vor allem als humorvoller und spritziger Moderator und gelegentlicher Fernsehschauspieler bekannt, so überraschte er in seiner ersten Kinorolle als ernster Schauspieler, in der internationalen Produktion Os Imortais.
Es folgten eine Reihe Kino- und Fernsehproduktionen, sowohl komische als auch ernste Rollen. Gelegentlich spielte er auch Theater und moderierte auch immer wieder Radiosendungen, blieb aber vor allem dem Fernsehen treu, wo er bis heute sowohl als Schauspieler als auch als Comedian und Moderator arbeitet (Stand Juli 2022). Auch trat er als Sänger und Musiker in Erscheinung, meist im Rahmen seiner Parodien von Hip-Hop und Portugiesischem Hip-Hop, zu nennen insbesondere sein halb parodistisches und halb sozialkritisches, autobiografisch gefärbtes Stück Margem Sul State of Mind, das zeitweise zu einer kleinen Hymne des dicht besiedelten, industriell geprägten und sozial schwachen und sich von der gegenüberliegenden Hauptstadt Lissabon meist vernachlässigt fühlenden Gebiets der Margem Sul do Tejo wurde. Seit 2006 unterhält er zudem einen YouTube-Kanal namens Maluco Beleza mit 503.000 Abonnenten (Stand Juli 2022), auf dem er Gäste interviewt und ohne festes Format oder Sendezeitbegrenzung agiert.
2014, zu seinem 40. Geburtstag, veröffentlichte er seine Autobiografie Nascido e Criado na Margem Sul (portugiesisch für: Geboren und aufgewachsen an der Margem Sul), die er in eine halbfiktionale Handlung eingebettet und an der Margem Sul do Tejo angesiedelt hat, wo er aufgewachsen ist.
2021 trat er in einem der seltenen Momente gemeinsam mit seiner Frau Hanna Ibarra vor die Kameras der Presse, im Rahmen der Gala zu den Globos de Ouro 2021. Das Paar ist seit 2003 verheiratet und hat zwei Söhne, André und Rafael. Im August 2021 trat der ältere Sohn André erstmals selbst im Fernsehen auf, als er ein Stück von Ludwig van Beethoven in der vom Vater moderierten Unterhaltungssendung Estamos em Casa auf dem Klavier vortrug.

## Filmografie
- 2001: Uma Aventura (Fernsehserie, eine Folge: Uma Aventura no Carnaval )
- 2002: O Olhar da Serpente (Telenovela, Folgen 35–40)
- 2003: O Homem que Gostava de Zombies (Kurzfilm); R: Filipe Melo
- 2003: I'll See You in My Dreams (Kurzfilm); R: Miguel Ángel Vivas
- 2003: Os Imortais; R: António-Pedro Vasconcelos
- 2004: Kiss Me; R: António da Cunha Telles
- 2004: Sorte Nula; R: Fernando Fragata
- 2004: O Porteiro (Kurzfilm); R: Carlos Fernandes
- 2004: 2º Direito (Kurzfilm); R: Francisco Antunez
- 2005: O Crime do Padre Amaro; R: Carlos Coelho da Silva
- 2006: Sombras de Thule (Kurzfilm); R: Miguel Sanches Cunha
- 2006: Triângulo Jota (Fernsehserie, eine Folge: O Beijo da Serpente)
- 2006: Estranho (Fernsehserie, eine Folge: Torna-te Aquilo que És)
- 2006: O Novo Programa do Unas (Fernsehreihe)
- 2006: Globos de Ouro 2005 (Fernsehgala-Moderation)
- 2007–2008: Floribella (Telenovela)
- 2007–2009: 7 Vidas (Fernsehserie)
- 2008: Resistirei (Fernsehserie, Folgen 44, 46 und 53)
- 2008: Aqui Não Há Quem Viva (Fernsehserie, Folgen 23 und 24)
- 2008–2009: Podia Acabar o Mundo (Telenovela)
- 2009: Novos Malucos do Riso (Comedy-Fernsehreihe)
- 2009: Cenas do Casamento (Fernsehserie, Folgen 20 und 21)
- 2009: Um Lugar Para Viver (Fernsehserie, Folge Vila Nova de Famalicão)
- 2010: Bandidas (Kurzfilm); R: Francisco Antunez
- 2010: Mami Blue; R: Miguel Ángel Calvo Buttini
- 2011: Avaliação (Kurzfilm); R: Filipe Homem Fonseca
- 2011: Fora da Box (Comedy-Fernsehserie)
- 2011: Isto (Kurzfilm)
- 2011: Último a Sair (Comedy-Fernsehserie)
- 2011: Viver é Fácil (Fernsehserie, Folgen 1–4)
- 2011: Tempo Final (Fernsehmehrteiler, Folge A Armadilha)
- 2011: O Sub-Delegado (Kurzfilm); R: José Penedo
- 2012: O Outro Lado da Mentira (Fernsehfilm); R: António Figueirinhas
- 2012: Buddies (Colegas); R: Marcelo Galvão
- 2012: Jorge (Fernsehfilm); R: Lourenço de Mello
- 2012: AntiCrise (Comedy-Fernsehserie)
- 2012: Bloqueio (Fernsehfilm); R: Henrique Oliveira
- 2012: Regra de Três (Fernsehfilm); R: Nuno Franco
- 2012: Gente da Minha Terra - Europa (Doku-Fernsehreihe, Folge Bélgica)
- 2013: Bairro; R: Jorge Cardoso, Lourenço de Mello, José Manuel Fernandes, Ricardo Inácio (2014 auch Fernsehmehrteiler)
- 2013: Break (Kurzfilm); R: Diogo Morgado
- 2013: Árvore de Família (Kurzfilm); R: Frederico Weinholtz
- 2013–2014: Sol de Inverno (Telenovela)
- 2014: A Primeira Missa; R: Ana Carolina
- 2014: Sei Lá; R: Joaquim Leitão
- 2014: Ruas Rivais; R: Márcio Loureiro
- 2014: Sal (Fernsehserie)
- 2014: Virados do Avesso; R: Edgar Pêra (2015 auch Fernseh-Dreiteiler)
- 2015: O Pátio das Cantigas; R: Leonel Vieira (auch Fernseh-Dreiteiler)
- 2015: Agora Escolha (Comedy-Fernsehserie)
- 2015: O Efeito Isaías (Kurzfilm); R: Ramón De Los Santos
- 2015: Train Station; R: 39 Regieführende
- 2016: Donos Disto Tudo (Comedy-Fernsehserie, Folge Nr. 20)
- 2016–2017: Amor Maior (Telenovela)
- 2017: Malapata; R: Diogo Morgado
- 2017: Espelho d'Água (Telenovela, Folge Nr. 80)
- 2018: Excursões Air Lino (Comedy-Fernsehserie)
- 2019: Ladrões de Tuta e Meia; R: Hugo Diogo
- 2019–2020: Nazaré (Telenovela)
- 2020: Él & Elle (Fernsehmehrteiler, Folge Semana 4)
- 2020–2021: Crónica dos Bons Malandros (Comedy-Fernsehserie)
- 2021–2022: Amor Amor (Telenovela)
- 2022: Curral de Moinas – Os Banqueiros do Povo; R: Miguel Cadilhe
- 2022: A Série (Comedy-Fernsehserie, drei Folgen)
- 2022–2023: Sangue Oculto (Telenovela)

## Bücher
- Rui Unas: A Minha Vida é um Cabaret. Texto Editores (LeYa-Gruppe), Lissabon 2004 (ISBN 978-972-4-72599-4)
- Rui Unas: Nascido e Criado na Margem Sul. Editora Objectiva, Lissabon 2014 (ISBN 978-989-6-72209-8)
- Rui Unas: Com Certeza Maluco Beleza. Porto Editora, Porto 2018 (ISBN 978-972-0-03057-3)